# Calligrafismo (cinema)
Viene definita calligrafismo (o cinema calligrafista) una tendenza cinematografica relativa ad alcuni film realizzati in Italia nella prima metà degli anni quaranta, aventi in comune una complessità espressiva e molteplici riferimenti figurativi, letterari e cinematografici che li isolano dal contesto cinematografico dominante negli ultimi anni del fascismo. Tra i registi riconducibili a questa tendenza si ricordano Mario Soldati, Luigi Chiarini, Renato Castellani, Alberto Lattuada e Ferdinando Maria Poggioli.

## Caratteri principali

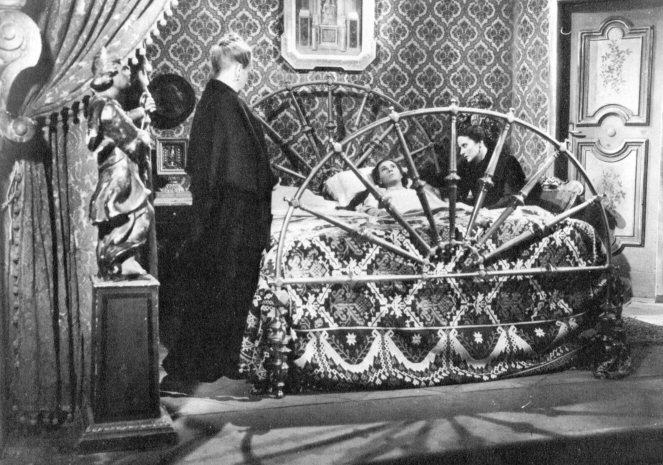
La bella addormentata (1942) di Luigi Chiarini.

La caratteristica dominante in questo corpus eterogeneo di film è la volontà di competere con il cinema di livello europeo affermando l'autonomia espressiva del cinema nei confronti delle altre arti e, al tempo stesso, la possibilità di confrontarlo pari a pari con esse mediante uno stile che possa fondere e contaminare i diversi linguaggi artistici ed espressivi.
Il risultato è un cinema formalmente complesso, capace di rievocare numerose tendenze culturali e, al tempo stesso, di armonizzarle in una forma espressiva compiuta mediante l'attenzione formale, la rivalutazione del carattere "artigianale" del cinema, svilito nel periodo del "cinema dei telefoni bianchi". Molti tecnici di lunga esperienza collaboreranno a questi film, tra cui gli operatori Massimo Terzano, Ubaldo Arata e Carlo Montuori e gli scenografi Virgilio Marchi, Gino Carlo Sensani e Antonio Valente.
I riferimenti letterari principali sono quelli della narrativa ottocentesca, in prevalenza italiana (da Antonio Fogazzaro a Emilio De Marchi), russa e francese. Ai film collaborano letterati come Corrado Alvaro, Ennio Flaiano, Emilio Cecchi, Francesco Pasinetti, Vitaliano Brancati, Mario Bonfantini e Umberto Barbaro. Sul versante visivo, il calligrafismo si rifà ai macchiaioli toscani, ai preraffaeliti e ai simbolisti. In questo senso è dominante l'influenza del contemporaneo cinema francese, in particolare del realismo poetico e dei lavori di Jean Renoir, Marcel Carné e Julien Duvivier, ma anche di quello statunitense e tedesco.
A differenza del realismo poetico francese e del neorealismo italiano, i film di questa breve tendenza non hanno vocazione realista o di impegno sociale. L'interesse principale resta la cura formale e la ricchezza di riferimenti culturali racchiusi in un cinema capace di valorizzare la professionalità di ogni componente produttiva. La critica del tempo bollò questa tendenza come velleitaria e superficiale (coniando appositamente l'espressione "calligrafismo"); in seguito, a partire dagli anni sessanta, questo giudizio riduttivo è stato corretto.

## Registi e film

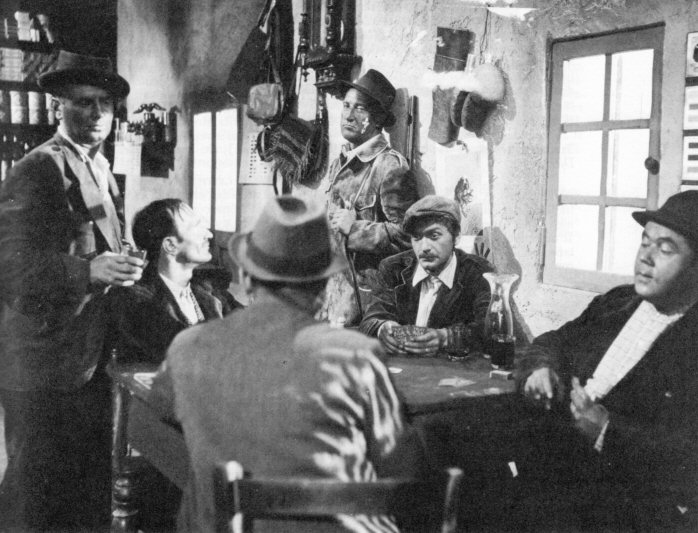
Foto di scena di Tragica notte (1942) di Mario Soldati.

L'esponente più noto del movimento è Mario Soldati, scrittore e regista di lungo corso destinato a imporsi con film di ascendenza letteraria e solido impianto formale: Dora Nelson (1939), Piccolo mondo antico (1941), Malombra (1942), Tragica notte (1942), Quartieri alti (1943). I suoi film, figurativamente complessi, mettono al centro della storia personaggi dotati di una forza drammatica e psicologica estranea ai caratteri del cinema dei telefoni bianchi. Luigi Chiarini, già attivo come critico, approfondisce la tendenza nei suoi La bella addormentata (1942), Via delle Cinque Lune (1942) e La locandiera (1944). Si accosta alla maniera l'eclettico Ferdinando Maria Poggioli, che, dopo Gelosia da Capuana, nel 1943 gira Sorelle Materassi e Il cappello da prete.
I conflitti interiori dei personaggi e la ricchezza scenografica sono ricorrenti anche nei primi film di Alberto Lattuada (Giacomo l'idealista, 1942) e Renato Castellani (Un colpo di pistola, 1942), dominati da un senso di disfacimento morale e culturale che sembra anticipare la fine della guerra. Del tutto anomalo risulta invece il primo film di Luchino Visconti, Ossessione (1943), che pur presentando alcuni elementi tipici del calligrafismo (l'origine letteraria, i riferimenti alla cultura ottocentesca e l'accurata composizione formale) radicalizza la tensione autodistruttiva dei personaggi e, soprattutto, l'importanza dell'ambientazione, aprendo di fatto la strada alla rivoluzione del neorealismo.